# Horten H XIV
Die Horten H XIV war ein einsitziges Nurflügel-Segelflugzeug der Brüder Reimar und Walter Horten.

## Geschichte
Die H XIV war eine verkleinerte Variante der H IV, die gemäß dem Anforderungskatalog für das Einheitssegelflugzeug für die Olympischen Sommerspiele 1940 entwickelt worden war. Der Prototyp war im März 1945 fast fertiggestellt und wurde wegen der auf Göttingen vorrückenden US-Truppen für den Bauabschluss in eine Werkstatt am Flugplatz Brandis geschafft. Dort sollte das Flugzeug beim Jagdgeschwader 400 unter dem Kommodore und früherem DFS-Testpilot Wolfgang Späte für die Flugausbildung genutzt werden, wozu es wegen der Auflösung des JG 400 Ende März 1945 nicht mehr kam. Als sich US-amerikanische und sowjetische Truppen Brandis näherten, wurde die H XIV auf dem Anhänger in Richtung Westen transportiert und in Frontnähe in einem Dorf auf dem Dachboden einer Gießerei versteckt. Ein Metallzylinder mit Zeichnungen und anderen Dokumente wurde vergraben. Das Versteck wurde entdeckt und das Flugzeug von Zwangsarbeitern auf Anweisung zerstört.

## Konstruktion
Das Flugzeug entstand aufgrund der Bau- und Flugerfahrungen mit der H IV und H VI. Die Mittelsektion wurde wieder als Stahlrohrfachwerk gebaut, bei nur 80 cm Breite wurde deren Masse deutlich reduziert. Die Holztragfläche mit 16 Meter Spannweite und geändertem Tragflächenprofil hatte einen Rippenabstand von 40 cm und war an der Flügelwurzel 2 m tief. Der Pilot saß nun in einem Cockpit mit 80 cm Breite.

## Technische Daten
| Kenngröße                  | H XIV                                        |
| -------------------------- | -------------------------------------------- |
| Besatzung                  | 1                                            |
| Spannweite                 | 16,0 m                                       |
| Höhe                       |                                              |
| Flügelfläche               | 15,76 m²                                     |
| Flügelstreckung            | 16,2                                         |
| Pfeilung Flügelvorderkante | 18°                                          |
| Gleitzahl                  | 30 bei 70 km/h (max. Flächenbelastung)       |
| Geringstes Sinken          | 0,55 m/s bei 55 km/h (max. Flächenbelastung) |
| Leermasse                  | 150 kg                                       |
| Zuladung                   | 80 kg                                        |
| max. Startmasse            | 230 kg                                       |
| max. Flächenbelastung      | 14,6 kg/m²                                   |
| Landegeschwindigkeit       | 41 km/h                                      |
| Höchstgeschwindigkeit      | 250 km/h (projektiert)                       |